# 寝屋川市立第二中学校
寝屋川市立第二中学校（ねやがわしりつ だいにちゅうがっこう）は、大阪府寝屋川市池田西町にある公立中学校。寝屋川市で2番目の公立中学校として、1953年に寝屋川市立中学校（同日寝屋川市立第一中学校と改称）から分離開校した。
英語科と数学科では一部学年で少人数指導を導入している。校区内の小学校5-6年生のうちの希望者を中学校のクラブ活動に参加させるなどの取り組みを行っている。

## 沿革
- 1953年4月 - 寝屋川市立第二中学校として開校。寝屋川市立第一中学校内に仮校舎を設置。
- 1953年4月 - 寝屋川市池田88番地（現在地・当時の住所表示）へ移転。
- 1961年4月 - 寝屋川市立第三中学校を分離。
- 1963年 - 保健体育優良校として、全日本保健体育研究連合会より表彰を受ける。
- 1969年4月 - 寝屋川市立第五中学校を分離。
- 1977年4月 - 寝屋川市立第八中学校を分離。
- 1991年8月 - 学校敷地を縮小（寝屋川市立総合センターへ敷地を変更）。
- 1996年4月 - 大阪府教育委員会より、教育課程の研究校に指定される。
- 2004年4月 - 文部科学省より、学力向上支援事業の研究校に指定される。
- 2006年4月 - 文部科学省より、キャリア教育実践プロジェクト事業の研究校に指定される。

## 通学区域
寝屋川市立池田小学校と寝屋川市立桜小学校の通学区域。
- 寝屋川市 池田1-3丁目、池田東町、大利町、北大利町、桜木町、若葉町、池田旭町、池田新町、池田西町、池田南町、池田中町、池田本町、高柳栄町、長栄寺町。
- 寝屋川市 石津南町の一部。

## 交通
- 京阪本線 寝屋川市駅 北西へ約1.5km。
- 京阪バス 市立総合センター東口バス停

## 著名な出身者
- 北川法夫 - 寝屋川市長
- 北川知克 - 元衆議院議員
- 山口裕次郎 - 社会人野球選手